# Rashpil
Rashpil (del ruso: Рашпиль) es un jútor del raión de Timashovsk del krai de Krasnodar, en Rusia. Está situado en la orilla izquierda del río Beisuzhok Izquierdo, afluente del río Beisug, 9 km al nordeste de Timashovsk y 67 km al norte de Krasnodar, la capital del krai. Tenía 283 habitantes en 2010.
Pertenece al municipio Novoléninskoye.